# Paenitentiam agere
Die Enzyklika Paenitentiam agere (lat.: Buße tun) wurde am 1. Juli 1962 von Papst Johannes XXIII. veröffentlicht. Ihr Untertitel lautet: Über die Erfordernisse innerer und äußerer Buße. „Das Büßen für seine Sünden ist ein erster Schritt zur Vergebung...“, mit diesen Worten beginnt er seine Enzyklika, sie dient auch als Hinweis und Vorbereitung auf das kommende Zweite Vatikanische Konzil.
Mit „Paenitentiam agere“ versteht Johannes XXIII. ein Umdenken und eine Veränderung der Mentalität, er will das Urteilsvermögen schärfen und die Selbstauffassung zur Buße verstärken, damit das rückgängig gemacht wird, was getan wurde. Der Papst unterstreicht, dass es ihm nicht darum geht, die alten Denkweisen aufzugeben, sondern es geht ihm darum, die Denkweise Gottes anzunehmen. So schreibt er: „Reue heißt, in Gottes Herz einzugehen und zu beginnen, die Welt, die Kirche und das eigene Leben so zu sehen, wie es Gott sieht“. In der Beurteilung dieser Enzyklika kann man so weit gehen, dass es dem Papst darum geht, die Teilnehmer am kommenden Konzil vorzubereiten, und er ihnen mit auf den Weg gibt, dass die Kirche selbst neue Buße und Reue für ihr Tun in der Vergangenheit finden muss.
Johannes XXIII. geht auf die Bedeutung der Buße in der Bibel ein und erinnert an Buße und Umkehr nach den Evangelien von Matthäus, Markus und Lukas. Die Buße soll in Gebeten ihren Stellenwert finden und mit der Reue, er meint das Unternehmen bestimmter Schritte, im Einklang gebracht werden. Von wesentlicher Bedeutung, so Johannes XXIII., ist nicht nur die äußere oder externe Reue und Buße, sondern mit der inneren Buße wird der Weg zur ewigen Rettung vorbereitet.